# 埼玉県交通会館
埼玉県交通会館（さいたまけんこうつうかいかん）は、埼玉県さいたま市浦和区にある5階建の施設である。埼玉県交通安全協会の施設となっている。埼玉県安全運転管理者協会も入居している。

## 各地区交通協会
- 県協会（埼玉県交通会館） - 埼玉県さいたま市浦和区高砂2-2-15
- 浦和交通安全協会 - 埼玉県さいたま市浦和区常盤4-11-21
- 浦和東交通安全協会 埼玉県さいたま市緑区東浦和7-42-1
- 浦和西交通安全協会 埼玉県さいたま市中央区上峰3-4-1
- 大宮交通安全協会 埼玉県さいたま市大宮区土手町1-279-3
- 大宮東交通安全協会 埼玉県さいたま市見沼区大字風渡野35-1
- 大宮西交通安全協会 埼玉県さいたま市西区三橋6-645
- とだわらび交通安全協会 埼玉県蕨市錦町1-12-21
- 川口市交通安全協会 埼玉県川口市西青木3-2-4
- 武南交通安全協会 埼玉県川口市大字辻1010-2
- 朝霞地区交通安全協会 埼玉県朝霞市幸町2-6-9
- 新座市交通安全協会 埼玉県新座市野火止7-1-38
- 草加地区交通安全協会 埼玉県草加市花栗3-2-23
- 上尾地方交通安全協会 埼玉県上尾市本町5-1-1
- 鴻巣地区交通安全協会 埼玉県鴻巣市東4-1-3
- 川越交通安全協会 埼玉県川越市大仙波410-1
- 東入間交通安全協会 埼玉県ふじみ野市うれし野1-4-1
- 所沢交通安全協会 埼玉県所沢市並木1-6-1
- 狭山地方交通安全協会 埼玉県狭山市稲荷山2-5-1
- 西入間交通安全協会 埼玉県坂戸市関間2-4-17
- 飯能地方交通安全協会 埼玉県飯能市大字双柳531
- 東松山交通安全協会 埼玉県東松山市大字上野本1117-1
- 小川地方交通安全協会 埼玉県比企郡小川町大字小川344
- 秩父地方交通安全協会 埼玉県秩父市上宮地町29-2
- 西秩父交通安全協会 埼玉県秩父郡小鹿野町小鹿野2816-1
- 本庄地区交通安全協会 埼玉県本庄市本庄4-2-7
- 児玉地区交通安全協会 埼玉県本庄市児玉町児玉1470-1
- 熊谷交通安全協会 埼玉県熊谷市石原441-4
- 深谷交通安全協会 埼玉県深谷市大字戸森88-1
- 寄居地区交通安全協会 埼玉県大里郡寄居町大字桜沢923
- 行田交通安全協会 埼玉県行田市大字長野4195-1
- 羽生交通安全協会 埼玉県羽生市東7-13-1
- 加須交通安全協会 埼玉県加須市大門町19-53
- 岩槻・蓮田地区交通安全協会 埼玉県さいたま市岩槻区大字岩槻5106
- 春日部交通安全協会 埼玉県春日部市大沼1-82
- 越谷交通安全協会 埼玉県越谷市東越谷6-67-1
- 久喜地方交通安全協会 埼玉県久喜市大字上早見154
- 幸手地方交通安全協会 埼玉県幸手市大字上吉羽964
- 杉戸地区交通安全協会 埼玉県北葛飾郡杉戸町大字堤根4673-1
- 吉川地区交通安全協会 埼玉県三郷市上彦名144-3

## 周辺施設
- 埼玉会館
- 埼玉県立浦和図書館

座標: 北緯35度51分25.1秒 東経139度39分12.8秒 / 北緯35.856972度 東経139.653556度